# Trioxys cirsii
Trioxys cirsii är en stekelart som först beskrevs av Curtis 1831.  Trioxys cirsii ingår i släktet Trioxys och familjen bracksteklar. Enligt den finländska rödlistan är arten nationellt utdöd i Finland. Arten är reproducerande i Sverige. Artens livsmiljö är parker, gårdsplaner och trädgårdar. Inga underarter finns listade i Catalogue of Life.